# グランドオペラ (競走馬)
グランドオペラ (Grand Opera) はアメリカ生まれの競走馬、種牡馬。

## 経歴
競走馬としてはイギリスで1戦したのみだったが、種牡馬として日本に輸出され、1988年より供用開始となった。まず青森県の五戸畜産農業協同組合で2年間供用され、1990年より北海道の日高軽種馬農協門別種馬場で供用された。産駒の成績不振にともない1993年に種付け頭数が急減し、翌1994年から青森県の諏訪牧場に移ったが、メイセイオペラの活躍を受け門別種馬場に復帰した1999年は152頭の繁殖牝馬を集めた。
晩年はまた青森に戻り、山内牧場に繋養され種牡馬を続けていたが、2005年10月に心臓麻痺により死亡し、同年11月付で供用停止となった。

## おもな産駒
- アマゾンオペラ（1991年生、 川崎記念、金盃、マイルグランプリなど重賞10勝）[6]
- ミスオペラ（1991年生、サマーカップ）[7]
- ナーシサス（1991年生、秋の鞍）[8]
- メイセイオペラ（1994年生、マイルチャンピオンシップ南部杯、フェブラリーステークス、帝王賞など）[9]
- カヌマオペラオー（1997年生、かもしか賞など重賞6勝）[10]
- オペラキッス（2000年生、ル・プランタン賞など重賞9勝）[11]
- オペラコロナリー（2000年生、兼六園ジュニアカップ）[12]
- グランドピアノ（2000年生、不来方賞）[13]
- ブラックミラージュ（2000年生、北海道2歳優駿）[14]
- フルグラトル（2000年生、ダイヤモンドカップ）[15]
- メモリアルオペラ（2000年生、花吹雪賞）[16]
- タイムオブマネー（2000年生、九州ジュニアグランプリ）[17]
- キタノオペラ（2001年生、サラブレッドヤングチャンピオン）[18]
- シャインカイザー（2002年生、北日本新聞杯）[19]
- サチコゴージャス（2005年生、新春ペガサスカップ、園田ユースカップ、若草賞、新緑賞、秋桜賞）[20]

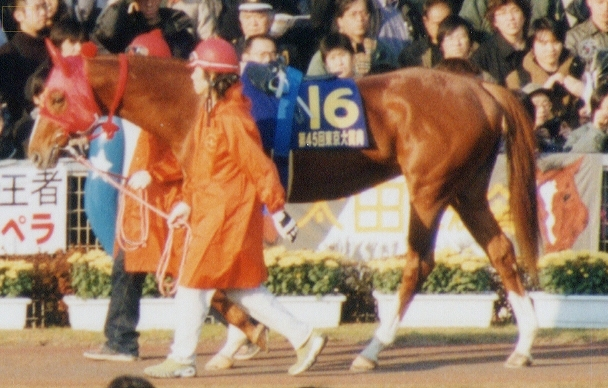
メイセイオペラ（1994年産）

## 血統表
| グランドオペラ (Grand Opera)の血統 | グランドオペラ (Grand Opera)の血統                                          | グランドオペラ (Grand Opera)の血統                                          | （血統表の出典）                                                            | （血統表の出典） |
| 父系                               | ニジンスキー系                                                              | ニジンスキー系                                                              | ニジンスキー系                                                              | [ § 2 ]          |
| 父 Nijinsky 1967 鹿毛              | 父の父Northern Dancer 1961 鹿毛                                             | Nearctic                                                                    | Nearco                                                                      | Nearco           |
| 父 Nijinsky 1967 鹿毛              | 父の父Northern Dancer 1961 鹿毛                                             | Nearctic                                                                    | Lady Angela                                                                 |                  |
| 父 Nijinsky 1967 鹿毛              | 父の父Northern Dancer 1961 鹿毛                                             | Natalma                                                                     | Native Dancer                                                               | Native Dancer    |
| 父 Nijinsky 1967 鹿毛              | 父の父Northern Dancer 1961 鹿毛                                             | Natalma                                                                     | Almahmoud                                                                   |                  |
| 父 Nijinsky 1967 鹿毛              | 父の母Flaming Page 1959 鹿毛                                                | Bull Page                                                                   | Bull Lea                                                                    | Bull Lea         |
| 父 Nijinsky 1967 鹿毛              | 父の母Flaming Page 1959 鹿毛                                                | Bull Page                                                                   | Our Page                                                                    |                  |
| 父 Nijinsky 1967 鹿毛              | 父の母Flaming Page 1959 鹿毛                                                | Flaring Top                                                                 | Menow                                                                       | Menow            |
| 父 Nijinsky 1967 鹿毛              | 父の母Flaming Page 1959 鹿毛                                                | Flaring Top                                                                 | Flaming Top                                                                 |                  |
| 母 Glorious Song 1976 鹿毛         | 母の父Halo 1969 黒鹿毛                                                      | Hail to Reason                                                              | Turn-to                                                                     | Turn-to          |
| 母 Glorious Song 1976 鹿毛         | 母の父Halo 1969 黒鹿毛                                                      | Hail to Reason                                                              | Nothirdchance                                                               |                  |
| 母 Glorious Song 1976 鹿毛         | 母の父Halo 1969 黒鹿毛                                                      | Cosmah                                                                      | Cosmic Bomb                                                                 | Cosmic Bomb      |
| 母 Glorious Song 1976 鹿毛         | 母の父Halo 1969 黒鹿毛                                                      | Cosmah                                                                      | Almahmoud                                                                   |                  |
| 母 Glorious Song 1976 鹿毛         | 母の母Ballade 1972 黒鹿毛                                                   | Herbager                                                                    | Vandale                                                                     | Vandale          |
| 母 Glorious Song 1976 鹿毛         | 母の母Ballade 1972 黒鹿毛                                                   | Herbager                                                                    | Flagette                                                                    |                  |
| 母 Glorious Song 1976 鹿毛         | 母の母Ballade 1972 黒鹿毛                                                   | Miss Swapsco                                                                | Cohoes                                                                      | Cohoes           |
| 母 Glorious Song 1976 鹿毛         | 母の母Ballade 1972 黒鹿毛                                                   | Miss Swapsco                                                                | Soaring                                                                     |                  |
| 母系(F-No.)                        | (FN:12-c)                                                                   | (FN:12-c)                                                                   | (FN:12-c)                                                                   | [ § 3 ]          |
| 5代内の近親交配                    | Almahmoud 4 × 4 = 12.50%、Mahmoud 5 × 5・5 = 9.38%、Pharamond 5 × 5 = 6.25% | Almahmoud 4 × 4 = 12.50%、Mahmoud 5 × 5・5 = 9.38%、Pharamond 5 × 5 = 6.25% | Almahmoud 4 × 4 = 12.50%、Mahmoud 5 × 5・5 = 9.38%、Pharamond 5 × 5 = 6.25% | [ § 4 ]          |
| 出典                               | 1. 2. 3. 4.                                                                 | 1. 2. 3. 4.                                                                 | 1. 2. 3. 4.                                                                 | 1. 2. 3. 4.      |

- 1980年のカナダ・ソヴリン賞年度代表馬グローリアスソングを母に持ち、半弟に種牡馬のラーイとシングスピール、その他近親にデヴィルズバッグ、セイントバラード、ダノンシャンティらがいる[22]。